# Соледади (микрорегион)

Соледади на карте.

Соледади (порт. Microrregião de Soledade) — микрорегион в Бразилии, входит в штат Риу-Гранди-ду-Сул. Составная часть мезорегиона Северо-запад штата Риу-Гранди-ду-Сул. 
Население составляет 	71 490	 человек (на 2010 год). Площадь — 	3 607,354	 км². Плотность населения — 	19,82	 чел./км².

## Демография
Согласно сведениям, собранным в ходе переписи 2010 г. Национальным институтом географии и статистики (IBGE), население микрорегиона составляет:						
| Полное население                             | Полное население                             | Полное население                             | Полное население                             | 71 490 |
| -------------------------------------------- | -------------------------------------------- | -------------------------------------------- | -------------------------------------------- | ------ |
| в том числе:                                 | Городское население                          | 38 551                                       | Процент городского населения, %              | 53,93  |
|                                              | Сельское население                           | 32 939                                       | Процент сельского населения, %               | 46,07  |
|                                              | Мужское население                            | 35 987                                       | Процент мужского населения, %                | 50,34  |
|                                              | Женское население                            | 35 503                                       | Процент женского населения, %                | 49,66  |
| Плотность населения, чел/км²                 | Плотность населения, чел/км²                 | Плотность населения, чел/км²                 | Плотность населения, чел/км²                 | 19,82  |
| Население микрорегиона в % к населению штата | Население микрорегиона в % к населению штата | Население микрорегиона в % к населению штата | Население микрорегиона в % к населению штата | 0,67   |

## Статистика
- Валовой внутренний продукт на 2003 составляет 525 489 220,00 реалов (данные: Бразильский институт географии и статистики).
- Валовой внутренний продукт на душу населения на 2003 составляет 7294,43 реалов (данные: Бразильский институт географии и статистики).
- Индекс развития человеческого потенциала на 2000 составляет 0,750 (данные: Программа развития ООН).

## Состав микрорегиона
В составе микрорегиона включены следующие муниципалитеты:
1. Баррус-Касал
2. Фонтора-Шавьер
3. Ибирапуйтан
4. Лагоан
5. Мормасу
6. Соледади
7. Сан-Жозе-ду-Эрвал
8. Тунас